# Мосин, Егор Константинович
Его́р Константи́нович Мо́син (род. 31 августа 2003, Екатеринбург) — российский футболист, в прошлом защитник, ныне полузащитник и крайний нападающий «Урала».
Начал заниматься футболом в возрасте 4 лет в академии мини-футбольного клуба «ВИЗ-Синара», где провел 10 лет. 
Летом 2017 года получил приглашение от академии московского «Динамо», в котором провел один год. Затем вернулся в родной Екатеринбург и на протяжении еще одного года занимался в академии «Урала». После этого перебрался в ДЮСШ УОР № 5. В сезонах 2019/20 и 2020/21 играл в ЮФЛ. 
В 2021 году перешёл в «Урал», где стал играть в молодёжной лиге и команде «Урал-2» из Второй лиги. В премьер-лиге дебютировал 26 августа 2023 года, выйдя на замену на 83-й минуте в матче 6-го тура чемпионата «Зенит» — «Урал» (4:0). Свой второй матч за «Урал» сыграл 27 июля 2024 года в матче против « Черноморца».